# Ossa (powiat rawski)
Ossa – wieś w Polsce położona w województwie łódzkim, w powiecie rawskim, w gminie Biała Rawska.
Wieś wymieniana w 1444 r.
Na terenie wsi działa OSP Ossa. Znajduje się tu jedno z największych w Polsce Centrum Kogresowe Hotel & Spa Ossa.
W latach 1975–1998 miejscowość należała administracyjnie do województwa skierniewickiego.

## Zabytki
Według rejestru zabytków Narodowego Instytutu Dziedzictwa na listę zabytków wpisany jest obiekt:
- park dworski, XIX w., nr rej.: 580 A z 19.05.1982